# Бъфало Бил (филм)
Бъфало Бил е уестърн филм от 1936 година с режисьор Сесил Блаунт ДеМил, който представя вображаемите приключения и взаимоотношения на Дивия Бил Хичкок (Гари Купър), Гибелната Джейн (Джийн Артър), Бъфало Бил Коуди и генерал Джордж Къстър със стрелеца и главен злодей Латимер (Чарлз Бикфорд). Филмът е известен с разбъркване на времевата линия, като дори във въвеждащите кадри Ейбрахам Линкълн подготвя зрителите за приключенията на Хичкок.
- Оригинално заглавие: The Plainsman
- Страна: САЩ
- Година: 1937
- Продължителност: 113 мин.
- Жанр: Уестърн

- Продуценти: Сесил Демил, Уилям Х. Пайн
- Режисьор: Сесил Демил
- Сценаристи: Валдемар Йънг, харолд Ламб, Лин Ригс
- Оператор: Виктор Милнър
- Музика: Джордж Антхайл
- В ролите: Гари Купър, Джийн Артър, Джеймс Елисън, Чарлз бикфорд, Хелън Бърджис, Портър Хол, Пол Харви